# Choreutinula gauquelini
Choreutinula gauquelini är en urinsektsart som beskrevs av Gers och Louis Deharveng 1985. Choreutinula gauquelini ingår i släktet Choreutinula och familjen Hypogastruridae. Inga underarter finns listade i Catalogue of Life.